# Ingrid Olbricht
Ingrid Olbricht (* 27. März 1935 in Frankfurt am Main; † 4. Januar 2005 in Kaitaia, Neuseeland) war eine deutsche Ärztin (Fachärztin für Neurologie und Psychiatrie) und Autorin. Sie ist zudem Psychotherapeutin, hat die psychotraumatologische Behandlungsmethode TRIMB entwickelt und wird als eine der Pionierinnen der Traumatherapie in Deutschland beschrieben.

## Leben
Ingrid Olbricht studierte von 1955/56 bis 1958 Medizin an der Goethe-Universität Frankfurt am Main. Nach einer Familienzeit nahm sie 1966 das Studium an der Philipps-Universität Marburg wieder auf. 1972 bestand sie dort die ärztliche Prüfung. Nach ihrer Zeit als Medizinalassistentin in Marburg wurde ihr 1973 die Approbation als Ärztin erteilt. Sie wurde mit einer Dissertation zum Thema Der Aussagewert der Plattenthermografie im Vergleich mit der klinischen und mammografischen Untersuchung (1975) promoviert. 1979 schloss sie ihre Ausbildung zur Fachärztin für Neurologie und Psychiatrie an der Universitätsnervenklinik in Marburg ab. Von 1979 bis zum Jahr 2000 war Olbricht zunächst Oberärztin und später Chefärztin der Abteilung Psychosomatik/Psychotherapie der Wicker-Klinik Bad Wildungen, wo sie sich u. a. besonders für geeignete Behandlungsangebote für weibliche Opfer sexualisierter Gewalt eingesetzt hat.
1981 organisierte Olbricht den ersten Workshop des Wildunger Arbeitskreis für Psychotherapie (WAP) und wurde später auch 1. Vorsitzende des 1985 gegründeten gleichnamigen Vereins. 1987 richtete sie die ersten Therapiegruppen für sexuell traumatisierte Frauen ein und 1993 war sie u. a. Mitbegründerin und Gründungsvorstandsfrau im Arbeitskreis Frauengesundheit in Medizin, Psychotherapie und Gesellschaft e.V. (AKF).
Ingrid Olbricht entwickelte die Psychotherapiemethode Trauma Recapitulation with Imagination, Motion and Breath (kurz TRIMB), die sie in einem mittelamerikanischen indigenen Kulturkreis entdeckt hatte und für die Traumatherapie weiterentwickelte.

## Veröffentlichungen (Auswahl)
Schriften
- Der Aussagewert der Plattenthermografie im Vergleich mit der klinischen und mammografischen Untersuchung. Erfahrungsbericht über 386 histologisch gesicherte Fälle. Diss. Marburg 1975.
- Verborgene Quellen der Weiblichkeit. Die Brust – Das enteignete Organ. Kreuz, Stuttgart 1985, ISBN 3-7831-0795-4.
  - Taschenbuchausgabe als: Die Brust. Organ und Symbol weiblicher Identität. Rowohlt, Reinbek 1989, ISBN 3-499-18525-3.
- Dem Virus auf der Spur. Innenansicht einer Psychotherapie. Kösel, München 1987, ISBN 3-466-34162-0.
- (Mit-Hrsg.): Immer wieder neu beginnen. Wider die Resignation. Kösel, München 1987, ISBN 3-466-34165-5.
- Alles psychisch? Der Einfluss der Seele auf unsere Gesundheit. Kösel, München 1989, ISBN 3-466-30295-1.
  - Taschenbuchausgabe: Knaur, München 1993, ISBN 3-426-84014-6.
- (Mit-Hrsg.): Die Suche nach dem Paradies. Illusionen – Wünsche – Realitäten. Kösel, München 1989, ISBN 3-466-34220-1.
- Was Frauen krank macht. Der Einfluss der Seele auf die Gesundheit der Frau. Kösel, München 1993, ISBN 3-466-30341-9.
- Brustansichten. Selbstverständnis, Gesundheit und Symbolik eines weiblichen Organs. Orlanda, Berlin 2002, ISBN 3-929823-93-4.
- Wege aus der Angst. Gewalt gegen Frauen: Ursachen, Folgen, Therapie. Beck, München 2004, ISBN 3-406-51759-5.

Audio
- Radiosendung Dr. Ingrid Olbricht: Die Brust – Organ und Symbol weiblicher Identität bei ORF/Focus gesendet am 16. April 2005 (Mitschnitt eines Vortrags aus der Reihe „Fragen unseres Daseins: Die Brust: Das enteignete Organ“ von 1991)